# Kåddejaure (Gällivare socken, Lappland)
Kåddejaure är en sjö i Gällivare kommun i Lappland och ingår i Kalixälvens huvudavrinningsområde. Sjön har en area på 0,172 kvadratkilometer och ligger 517 meter över havet. Kåddejaure ligger i Kaitum fjällurskog Natura 2000-område. Sjön avvattnas av vattendraget Vuotnajåkka.

## Delavrinningsområde
Kåddejaure ingår i det delavrinningsområde (750582-168487) som SMHI kallar för Utloppet av Vuottasjaure. Medelhöjden är 541 meter över havet och ytan är 74,82 kvadratkilometer. Det finns inga avrinningsområden uppströms utan avrinningsområdet är högsta punkten. Vuotnajåkka som avvattnar avrinningsområdet har biflödesordning 3, vilket innebär att vattnet flödar genom totalt 3 vattendrag innan det når havet efter 355 kilometer. Avrinningsområdet består mestadels av skog (52 procent) och sankmarker (40 procent). Avrinningsområdet har 1,42 kvadratkilometer vattenytor vilket ger det en sjöprocent på 1,9 procent.